# Phaonia subfausta
Phaonia subfausta este o specie de muște din genul Phaonia, familia Muscidae, descrisă de Ma și Wu în anul 1989. Conform Catalogue of Life specia Phaonia subfausta nu are subspecii cunoscute.